# Битва при Алдея-да-Понте
Битва при Алдея-да-Понте произошла 27 сентября 1811 года в Алдея-да-Понте, в Португалии, между французской имперской армией под командованием генералов Поля Тьебо и Жозефа Суама и англо-португальским войскам генерала Артура Уэлсли, виконта Веллингтона во время Пиренейской войны, являющейся частью наполеоновских войн.
Сражение произошло при отступлении войск Веллингтона во время блокады Сьюдад-Родриго в 1811 году. Преследуемые французской Португальской армией под командованием маршала Мармона, союзники заняли оборонительную позицию в гористом районе, который находится на границе между Португалией и Испанией. После боя 27 сентября Мармон, изучив ситуацию, решил прекратить наступление и уйти в Сьюдад-Родриго. Две армии наконец встали на зимние квартиры.

## Предыстория
После битвы при Эль-Бодоне силы Веллингтона перегруппировались в Фуэнтегинальдо, преследуемые французской кавалерией генерала Луи-Пьера Монбрена. Вечером 25 сентября на них начали наступление примерно 20 тыс. французских пехотинцев, за которыми следовали ещё пять дивизий, которые уже перешли реку Агеда. Веллингтон понимал, что не сможет защитить Фуэнтегинальдо от столь грозного противника. В ночь на 25-е к нему подошли 3-я и 4-я пехотные дивизии, португальская бригада Пака и кавалерийские бригады фон Альтена, Слейда и де Грея, всего 15 тыс. человек. К Монбрену присоединилась пехота, и теперь его войско насчитывало около 60 тыс. человек. 26 сентября во второй половине дня в Фуэнтегинальдо прибыла Лёгкая дивизия, но больше никаких резервов у Веллингтона не было.
Воспользовавшись затишьем, Мармон провёл 26 сентября, изучая вражеские позиции. Однако он не стал атаковать, полагая, что Веллингтон занял слишком сильную оборонительную позицию. Со своей стороны, Веллингтон решил, что Мармон ожидает подхода подкрепления, и поэтому решил покинуть Фуэнтегинальдо. Однако для отвода глаз он развернул Лёгкую дивизию и 1-й гусарский полк Королевского Германского легиона (КГЛ). Мармон, который считал, что Веллингтон решил остаться в Фуэнтегинальдо, в конце дня отошел к Сьюдад-Родриго. Тем временем отступающие войска союзников, сформированные в две колонны, направились в Алфаятиш. Одна из них шла по главной дороге, идущей через Касильяс-де-Флорес и Форкальюш, а вторая — через Алдея-да-Понте. Отход союзников был замечен французами вскоре после полуночи. Мармон немедленно приказал кавалерии Монбрена и Ватье, а также находящимся неподалёку пехотным дивизиям Тьебо и Суама, следовать за армией Веллингтона. На данный момент у Мармона не было другого выбора, кроме как наблюдать за своим противником на расстоянии, потому что две дивизии, имевшиеся в его распоряжении, насчитывали всего 11 тыс. человек, а остальные войска всё ещё шли в Сьюдад-Родриго.
Утром 27 сентября к основным силам Веллингтона присоединились 1-я, 5-я, 6-я и 7-я английские дивизии. Теперь под его командованием было 45 тыс. человек; его фронт прикрывали кавалерийские бригады фон Альтена, Слейда и де Грея. Французские войска, разделённые на две колонны, выбрали те же маршруты, которые использовались союзниками во время их отставки; Монбрен и Суам пошли по главному маршруту, а Ватье и Тьебо — через Алдея-да-Понте. Колонна Монбрена прибыла в Алфаятиш в полдень 27 сентября, но затем столкнулась с лёгкой дивизией, 5-й дивизией и кавалерией фон Альтена. Ватье, наткнувшись на 4-ю дивизию и драгунов Слейда, остановился перед Алдея-да-Понте в ожидании прибытия дивизии Тьебо, который принял на себя командование всеми французскими войсками .

## Силы сторон

### Англо-португальский боевой порядок

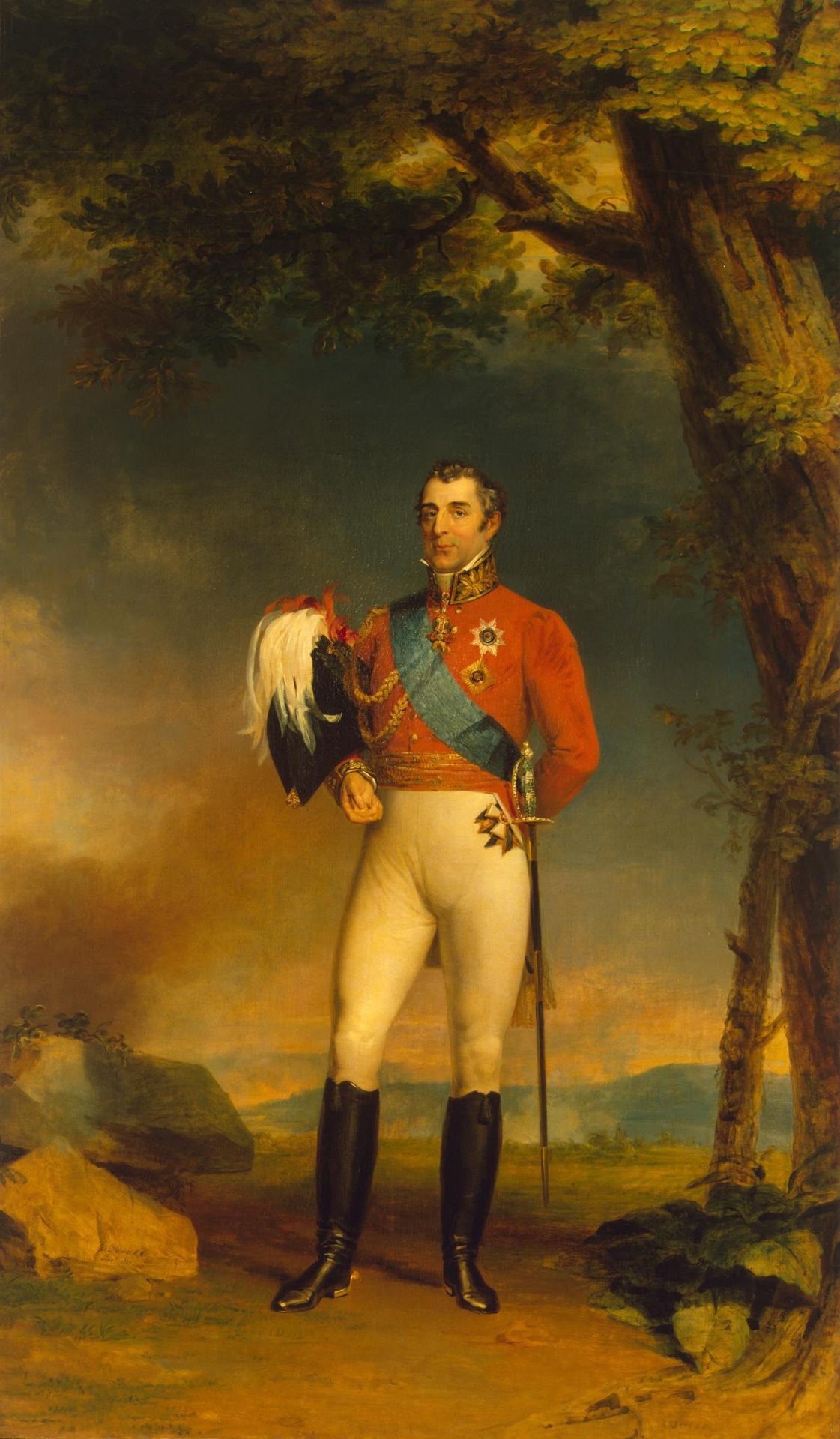
Маркиз Веллингтон, главнокомандующий англо-португальской армии. Картина Джорджа Доу

Армия Веллингтона насчитывала около 46 тыс. человек, в том числе 17 тыс. португальцев. В его кавалерии, в числе которой был отряд из 900 португальцев, было около 3000 сабель. Союзная армия была организована следующим образом:
- 1-я пехотная дивизия (4926 человек);
- 3-я пехотная дивизия (5277);
- 4-я пехотная дивизия (6483) под командованием генерал-майора Гэлбрейта Лоури Коула; состояла из трёх бригад, одна из которых португальская. Её состав выглядел следующим образом:
  - Бригада А (британская) под командованием полковника Кеммиса (1963);
  - Бригада B (британская) под командованием полковника Эдварда Майкла Пакенхэма (1538);
  - 9-я португальская пехотная бригада под командованием полковника Коллина (2982); бригада содержала по два батальона из 11-го и 23-го португальских пехотных полков и 7-й касадорский батальон;
- 5-я пехотная дивизия (5005);
- 6-я стрелковая дивизия (5687);
- 7-я пехотная дивизия (5102);
- Лёгкая дивизия (4200);
- Кавалерийский корпус (4026) под командованием генерал-майора Степлтона Коттона; состоял из шести бригад, в том числе двух португальских. Британскими бригадами командовали Слейд, фон Альтен, Ансон и де Грей;
- Артиллерия состояла из трёх британских конных батарей и восьми полевых артиллерийских батарей, в том числе пяти португальских и одной КГЛ.

### Французский боевой порядок
Французские войска принадлежали Португальской армии под командованием маршала Огюста де Мармона и Северной армии во главе с генералом Жаном Мари Пьером Дорсенном. Армия Мармона насчитывала 27,5 тыс. человек, а Дорсенна 29 тыс., что в общей сложности составляло 56,5 тыс. солдат. Из них в боевых действиях в Алдея-да-Понте участвовали примерно 12 тыс. человек.

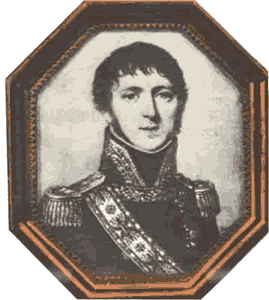
Генерал Поль Тьебо, командовавший французскими войсками во время первой атаки на Алдея-да-Понте.

- В Португальскую армию под командованием Мармона, который заменил на этом посту маршала Массену, входили шесть пехотных дивизий, две лёгкие кавалерийские бригады и дивизия драгунов. Её общая численность составляла 32 467 пехотинцев, 3341 кавалеристов и 2875 артиллеристов, кучеров и сапёров[2]. В Алдея-да-Понте сначала была задействована лёгкая кавалерийская бригада генерала Пьера Ватье, а чуть позже её усилили драгуны генерала Монбрена.
- Северная армия под командованием генерал-майора Дорсенна в то время была самой крупной французской армией на Пиренейском полуострове. На 15 июля в ней было 88 442 человека. Тем не менее, большинство из них оставались в гарнизонах городов на севере Испании, так что у Дорсенна было только 26 тыс. пехотинцев и 2 тыс. всадников, чтобы помочь Мармону[2]. Во время битвы при Алдея-да-Понте в бой была направлена сначала пехотная дивизия генерала Поля Тьебо, состоящая из двух бригад, а затем пехотная дивизия генерала Жозефа Суама.

## Битва

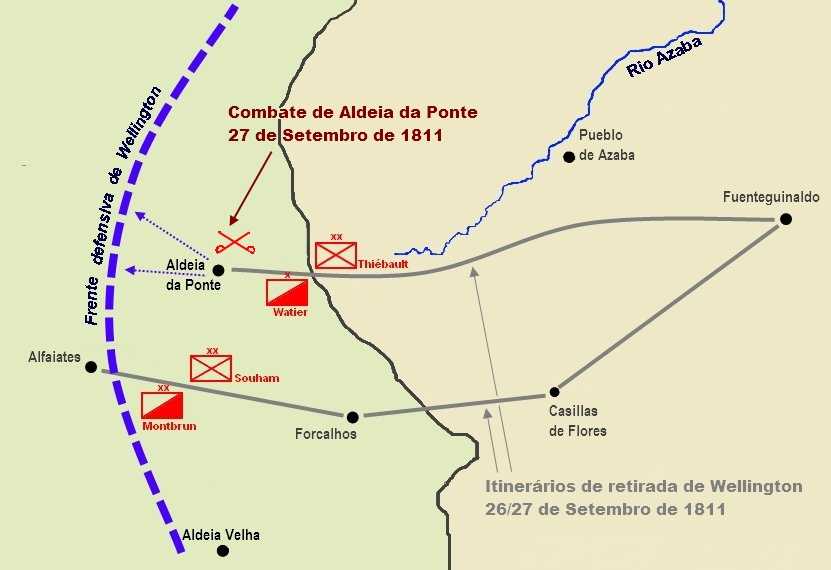
Схема, показывающая пути отступления союзников от Фуэнтегинальдо (серый), линии обороны их войск (синий) и пути наступления французских подразделений, участвовавших в атаке на Алдея-да-Понте.

Хотя деревня Алдея-да-Понте была расположена перед оборонительной позицией, выбранной Веллингтоном, она находилась неподалёку от англо-португальских линий, и владение ею давало важные преимущества с точки зрения наблюдения и контроля над несколькими дорогами. Веллингтон, старавшийся удержать её как можно дольше, направил с этой целью несколько рот лёгкой пехоты из бригады Пакенхэма (4-я дивизия). Стратегическая важность этого населённого пункта не ускользнула от Тьебо, который решил атаковать его тремя батальонами. Один из батальонов приближался с фронта, а два других с флангов; под давлением неприятеля британские защитники были вынуждены отступить, и Алдея-да-Понте перешла в руки французов.
Догадавшись о слабости французских войск Тьебо, у которых была только одна пехотная дивизия и кавалерийская бригада Ватье, Веллингтон приказал отбить деревню, и на этот раз задействовал всю бригаду Пакенхэма, развернутую в шеренгу, поддерживаемой с флангов двумя португальскими батальонами, построенными в колонны. Алдея-да-Понте была захвачена. Вечером к Тьебо присоединились Монбрен и Суам. Последний, как старший по возрасту, принял решение начать новую атаку после наступления темноты. Не желая вести ночной бой слишком большого масштаба, Веллингтон не стал укреплять гарнизон Алдея-да-Понте и отказался от контратаки. Противостояние затем свелось к нескольким стычкам между конницей Слейда и Ватье, без больших потерь. Веллингтон воспользовался этой ночью, чтобы уйти на заранее подготовленные позиции, окончательно оставив Алдея-да-Понте своим противникам.
Британский главнокомандующий теперь занял новую линию обороны, расположенную чуть впереди места битвы при Сабугале, в которой его армия сражалась 3 апреля 1811 года. Англо-португальский фронт протянулся примерно на 11 километров между Алдея-Велья и Рапола-ду-Коа. Резерв размещался к западу от Алфаятиша, и Веллингтон уже отдал приказы о прикрытии возможного отступления. Когда Мармон, в свою очередь, прибыл в Алдея-да-Понте, он обнаружил, что Веллингтон укрепился в очень сильной позиции. Зная его способность использовать хорошую оборонительную позицию и не имея возможности даже в случае победы начать преследование по горной местности без необходимых припасов для своих войск, Мармон прекратил атаку и приказал отступить в направлении Сьюдад-Родриго.

## Оценка и последствия
Веллингтон оставался на месте до 29 сентября, прежде чем приказать своим подразделениям уйти на зимние квартиры. Он также воспользовался возможностью, чтобы вновь занять Фуэнтегинальдо. Французы также ушли на зимние квартиры, и Мармон, отделившись от Северной армии, расположился в Альмарасе и Авиле. Во время боёв в Алдея-да-Понте союзники потеряли 100 человек (14 убитых, 77 раненых и 9 пропавших без вести). Тьебо оценил свои потери в 150 человек.

### Комментарии
1. ↑  Выражение «союзники» используется для обозначения коалиции Португалии и Соединенного Королевства, к которой впоследствии окончательно присоединилась Испания.
2. ↑  Oman, 2004, p. 578, а также Fortescue, 1917, p. 266, сообщают, что бригада Пакенхэма поддерживалась с флангов португальским полком. Smith, 1998, p. 368 ссылается на присутствие неизвестного португальского полка (11-го пехотного, 23-го пехотного или 7-го касадорского — последний является просто батальоном). Как правило, португальские полки были представлены на поле боя своими 1-м и 2-м батальонами. Также очевидно, что на каждом фланге использовался один батальон. Без явного указания батальонов можно сделать вывод, что они принадлежали к 9-й португальской пехотной бригаде, которая была частью 4-й дивизии.